# Rudolec (zámek)
Zámek Rudolec se nachází ve stejnojmenné obci v okrese Žďár nad Sázavou.

## Historie
Jde o čtyřkřídlou patrovou budovu s pilířovitou arkádou v přízemí a otevřenou arkádovou chodbou v 1. poschodí. Zmínky o tomto zámku se datují do 2. poloviny 15. století, a to do roku 1480, kdy zámek vlastnili Šabartové z Rudolce. Ve 2. polovině 15. století byla původní tvrz přestavěna na renesanční zámek Janem Rafaelem Chroustenským z Malovar, který tehdy tzv. Německý Rudolec získal po smrti svého otce Václava Chroustenského z Malovar jako jeden ze statků. V Německém Rudolci žil se svou manželkou, s níž neměl žádné děti. V roce 1597 sepsal Jan Rafael Chroustenský závěť, ve které stanovil Jana – syna Petra Rafaela dědicem. Ten však v roce 1620 konfiskací o svůj majetek přišel.
Jelikož zámek byl Petru Rafaelu Chroustenskému za účast na stavovském povstání zabaven, v roce 1622 bylo panství Německý Rudolec s Černou za 68 000 moravských tolarů odevzdáno Rambaldu XII. z Collalto. Ten svou poslední vůlí z roku 1633 spojil brtnické a rudolecké panství ve fideikomis. Collaltové zámek drželi po následující staletí. Během čsl. pozemkové reformy byl zámek v Německém Rudolci Collaltům konfiskován a odprodán statkáři Lad. Růžičkovi z Černé u Měřína. Nový majitel hodlal v zámku zřídit letní sídlo turistů a návštěvníků Horácka.

## Současnost
V současné době, po smrti tehdejšího majitele v 90. letech 20. století, zámek není přístupný veřejnosti a chátrá. Naposledy sloužil jako rehabilitační centrum Zámek Zdraví Rudolec.U zámku se nacházejí zbytky anglického parku, který byl založen v 19. století.